# Teatro La Vittoria
Il Teatro La Vittoria di Ostra (AN) è lo storico teatro della città.

## Storia

### Il primo teatro
Ostra vanta da sempre personaggi di cultura e uomini letterati, basti pensare a Francesco Vitale da Montalboddo, detto Fracanzano da Montalboddo, che nei primi anni del '500 occupava la cattedra di grammatica e matematica all'Ateneo di Padova e che fu il primo relatore dei viaggi di Cristoforo Colombo, Amerigo Vespucci e Vasco de Gama.
E già all'epoca Montalboddo possedeva un teatro, situato a capo dell'omonima via (a fianco dell'ospedale civile) "nei pressi dei giardini del Conte Gherardi".
Nel '600 l'arte si fece più viva con De Grandis e gli Albrici (o Albrizi), musici ostrensi di alta statura artistica, destinati alle più prestigiose corti d 'Europa.
Nello stesso periodo venne fondato a Montalboddo l'ordine dei Padri Filippini, istituzione che contemplava l'esecuzione di messaggi biblici in prosa e in musica.

### La nuova sede nel Palazzo Comunale e i problemi di agibilità
Alla metà del '700 venne presentato il prospetto di un nuovo palazzo comunale e fu questa l'opportunità per donare al teatro un'ubicazione più idonea.
Il grande progetto voluto dal cardinale Nicola Antonelli nacque sull'area del palazzo comunale precedente, con la costruzione di due edifici laterali in avancorpo, destinati rispettivamente alla residenza del podestà e al teatro.
Nel 1768 il Consiglio Comunale stabilì l'inizio dei lavori con una previsione di spesa di 1600 scudi, i quali avrebbero dovuto gravare esclusivamente sui cittadini e non sul Comune.
Al contempo venne sottoscritto un concorso per l'attribuzione dei palchetti che erano contesi tra le famiglie più ricche.
Il progetto eseguito dall'architetto di Fano Domenico Bianconi verteva su tre punti base:
- platea a sesto di campana;
- giro completo di 13 palchi;
- 4 ordini di palchi.

Vennero così realizzati 52 palchetti e fu dato molto spazio alla platea, mortificando l'ampiezza del palcoscenico.
I documenti collocano i lavori all'inizio del 1770 e l'apertura al pubblico per la prima rappresentazione intorno all'ottobre 1773.
L'attività del teatro fu abbastanza vivace ed intensa ed era distribuita nel periodo del patrono San Gaudenzio e nel periodo che anticipa la quaresima, dato che le rappresentazioni erano di tipo religioso e la Chiesa ne proibiva l'attività per il resto dell'anno liturgico (così come era vietato di indossare il colore viola, tipico delle funzioni religiose).
La struttura fu realizzata con troppa fretta e spesso con materiali scadenti (come commentò l'architetto Ghinelli di Senigallia), tanto che già nella prima metà dell'Ottocento
si ebbero i primi sintomi di cedimenti strutturali.
Si giunse così al 1856, anno in cui venne negato l'accesso ad una compagnia per inagibilità del teatro stesso, con conseguente chiusura al pubblico.

### La ristrutturazione del 1861
Sotto le pressioni dei cittadini il 13 luglio 1861 venne aperto il cantiere per la ristrutturazione del teatro.
Il 29 luglio dello stesso anno il sindaco Desiderio Lauri, alla presenza di tutte le autorità, pose la prima pietra e il verbale redatto fu inserito in un tubo di zinco con una lira, in segno di buon auspicio, e murato all'interno di una testa di leone, ancora ben visibile presso l'anticamera del botteghino. La testa di leone reca l'iscrizione "1863 MEMORIAT".
Il progetto per la ricostruzione, attribuito al progettista Francesco Fellini da Barbara, indicava:
- platea a ferro di cavallo;
- due ordini di palchi (il primo da 14, il secondo da 15);
- due lunette di proscenio;
- loggione;

Venne ridata la giusta importanza al palcoscenico e furono creati un atrio d'attesa, i camerini per gli attori e lo spazio aereo per i praticabili e i macchinari di scena.
Ben visibili ancora oggi, e perfettamente funzionanti, sono il ballatoio per il posizionamento delle bobine, i macchinari di scena, le ruote per il movimento del sipario e degli scenari.
Non essendo ancora disponibile la luce elettrica, l'illuminazione era garantita in platea da una lumiera calata dal soffitto con l'ausilio di un argano (tuttora presente) mentre sul palcoscenico piccoli specchietti riflettevano la luce delle candele.
Per pubblicizzare la riapertura del teatro Montalboddo si avvalse dei suoi concittadini che ricoprivano cariche importanti nelle grandi città italiane. Ne fu un esempio Giovanni Battista Pettinari, detto "il Mancino", giocatore di Serie A del pallone col bracciale, che contattò alcune compagnie teatrali.
Rispetto al passato la stagione teatrale a cavallo tra fine ottocento ed inizio Novecento presentava diversi cambiamenti, con compagnie che si fermavano per meno tempo e ridotte date di rappresentazione.
I generi si allargarono a prosa, canto e operetta fino a contemplare la presenza di compagnie di ginnasti, schermidori ed equilibristi. Nomi di spicco, come quelli di Eleonora Duse ed Ermete Zacconi, nobilitarono il teatro.

### L'avvento del cinema e il XX secolo
Nel 1919 il teatro di Ostra assunse anche la funzione di cinematografo, cosa che portò ad un netto calo delle rappresentazioni teatrali.
La grande lumiera centrale venne eliminata, per non ostacolare la proiezione, e sul palcoscenico fu posato un telo bianco che fungeva da schermo.
Negli anni '70 il teatro riprese vita con spettacoli di natura amatoriale, portando una ventata di novità; dal 1991, poi, è stato per alcuni anni sede del concorso lirico internazionale "Angelica Catalani".

### La nuova ristrutturazione e la riapertura del 1998
In seguito al grave incendio che devastò il teatro "La Vittoria" di Torino, causando la morte di tredici persone, anche il Teatro di Ostra fu chiuso, in quanto la sua struttura non rispettava le norme di sicurezza vigenti.
Dopo 14 anni e un'adeguata messa in regola della struttura, il teatro è stato riaperto al pubblico nel 1998, conservando intatto tutto il fascino e l'atmosfera dell'epoca.
Da allora, l'annuale stagione teatrale si presenta sempre ricca di interessanti appuntamenti, principalmente di prosa.
Nell'agosto 2009 il musicista recanatese Marco Poeta è stato nominato direttore artistico del teatro.

## Architettura e decorazioni
Un atrio decorato da stucchi fa da preludio alla sala degli spettacoli che si presenta con pianta a ferro di cavallo. Due ordini di palchi, per un totale di 29, sono sormontati da un loggione a balconata aperta con due aperture a lunetta sul proscenio. Le decorazioni furono affidate all'anconetano Fortunato Fiorini che realizzò gli stucchi dorati dei parapetti a fascia e dei pilastrini leggermente arretrati, così come quelle delle lesene e dell'architrave di proscenio. Enrico Andreani realizzò il sipario che riproduceva la piazza San Martino con il palazzo comunale e l'edificio del teatro. Il corredo scenico tuttora esistente è opera dello stesso Enrico Andreani e di Raffaele Boni, mentre i dispositivi scenici dei macchinisti sono opera di Pasquale Cortesi e Vincenzo Nini. La volta della sala ha al centro un motivo circolare a stucchi dorati che funge da cornice al grande lampadario a cristalli.